# Histopona thaleri
Histopona thaleri là một loài nhện trong họ Agelenidae.
Loài này thuộc chi Histopona. Histopona thaleri được miêu tả năm 2005 bởi Gasparo.